# Andrzej Pomian
Andrzej Pomian, właściwie Bohdan Sałaciński (ur. 2 stycznia 1911 pod Czarnym Ostrowiem, zm. 20 kwietnia 2008 w Waszyngtonie) – polski historyk i pisarz emigracyjny.

## Życiorys
W 1928 ukończył Państwowe Gimnazjum im. Marii Konopnickiej w Ostrogu. Absolwent Wydziału Prawa na Uniwersytecie Warszawskim z 1932, gdzie od 1930 do wybuchu wojny był asystentem przy katedrze prawa rzymskiego. Służbę wojskową odbył w Szkole Podchorążych Piechoty w Zambrowie. Odbywał od 1934 aplikację sądową, a następnie pracował w Prokuratorii Generalnej RP uzyskując stopień referendarza w 1937. W czasie wojny pracował jako adwokat, w Podziemiu wykładał prawo rzymskie na tajnym Uniwersytecie Warszawskim oraz działał w Komendzie Głównej AK. W nocy z 15 na 16 kwietnia 1944 odleciał do Londynu w ramach operacji „Most” I, gdzie podlegał oddziałowi VI Sztabu Naczelnego Wodza, a następnie w latach 1946–1950 był delegatem gen. Tadeusza Bora-Komorowskiego do utrzymywania kontaktów z krajowym podziemiem. Z ramienia Rządu RP na Obczyźnie do 1954 stał na czele tajnej działalności na kraj. W 1945 był jednym ze współzałożycieli (razem m.in. z Jerzym Lerskim, Janem Nowakiem-Jeziorańskim) Polskiego Ruchu Wolnościowego Niepodległość i Demokracja. W 1955 wyemigrował do USA i zamieszkał w Waszyngtonie. Od 1956 był korespondentem rozgłośni polskiej Radia Wolna Europa. Podpisał list pisarzy polskich na Obczyźnie, solidaryzujących się z sygnatariuszami protestu przeciwko zmianom w Konstytucji Polskiej Rzeczypospolitej Ludowej (List 59). 
Wybrane prace historyczne:
- Warsaw Rising (1945)
- Powstanie Warszawskie (1946)
- Stalin and the Poles (1949)
- Polskie Siły Zbrojne w II wojnie Światowej – Armia Krajowa (1950)
- Testament Polski Podziemnej a chwila obecna (1976)
- Polska broni niepodległości 1918-1945 (1990)
- Szkice publicystyczno-historyczne (1994)